# Primærrute 32
De Primærrute 32 is een hoofdweg in Denemarken. De weg loopt van Ribe naar Lunderskov, ten westen van Kolding. De Primærrute 32 loopt over het schiereiland Jutland en is ongeveer 41 kilometer lang. In Lunderskov sluit de route aan op de E20 naar Kolding. De weg volgt grotendeels de route die al in de middeleeuwen Kolding verbond met Ribe.